# Gold (album Chłopców z Placu Broni)
Gold – koncertowy album zespołu Chłopcy z Placu Broni wydany w 1998 roku nakładem wytwórni Koch International Poland.

## Lista utworów
źródło:
| Nr  | Tytuł utworu                                   | Długość |
| --- | ---------------------------------------------- | ------- |
| 1.  | „Uśmiechnij się, życie nie jest twoim wrogiem” | 4:38    |
| 2.  | „Kochanie, tęsknię do ciebie”                  | 4:08    |
| 3.  | „Coś na drogę”                                 | 5:39    |
| 4.  | „Gwiazdy spadają z nieba”                      | 4:02    |
| 5.  | „Potrzebuję twojej miłości”                    | 2:42    |
| 6.  | „Wczoraj”                                      | 2:10    |
| 7.  | „Chory kraj”                                   | 3:47    |
| 8.  | „Chwalcie potęgę pieniądza”                    | 3:25    |
| 9.  | „Kiedy już będę dobrym człowiekiem”            | 4:21    |
| 10. | „Miłość od pierwszego wejrzenia”               | 3:52    |
| 11. | „Ja to ty”                                     | 4:37    |
| 12. | „Kocham Cię”                                   | 4:35    |
| 13. | „Jeśli nie wrócisz”                            | 3:26    |
| 14. | „Jak miło kochać się z tobą”                   | 3:44    |
| 15. | „Kocham wolność”                               | 3:56    |
| 16. | „To koniec”                                    | 6:04    |
| 17. | „O! Ela”                                       | 7:11    |
|     |                                                | 1:12:17 |

## Twórcy
źródło:.
- Bogdan Łyszkiewicz – śpiew, gitara, instrumenty klawiszowe
- Piotr Dariusz Adamczyk „Franz Dreadhunter” – gitara basowa
- Jacek Królik – gitara
- Jarosław Kisiński – gitara
- Artur Malik – perkusja

gościnnie
- Adam Niedzielin – instrumenty klawiszowe
- Orkiestra Młodej Filharmonii Krakowskiej pod dyr. Ewy Mizerskiej